# Baphomet

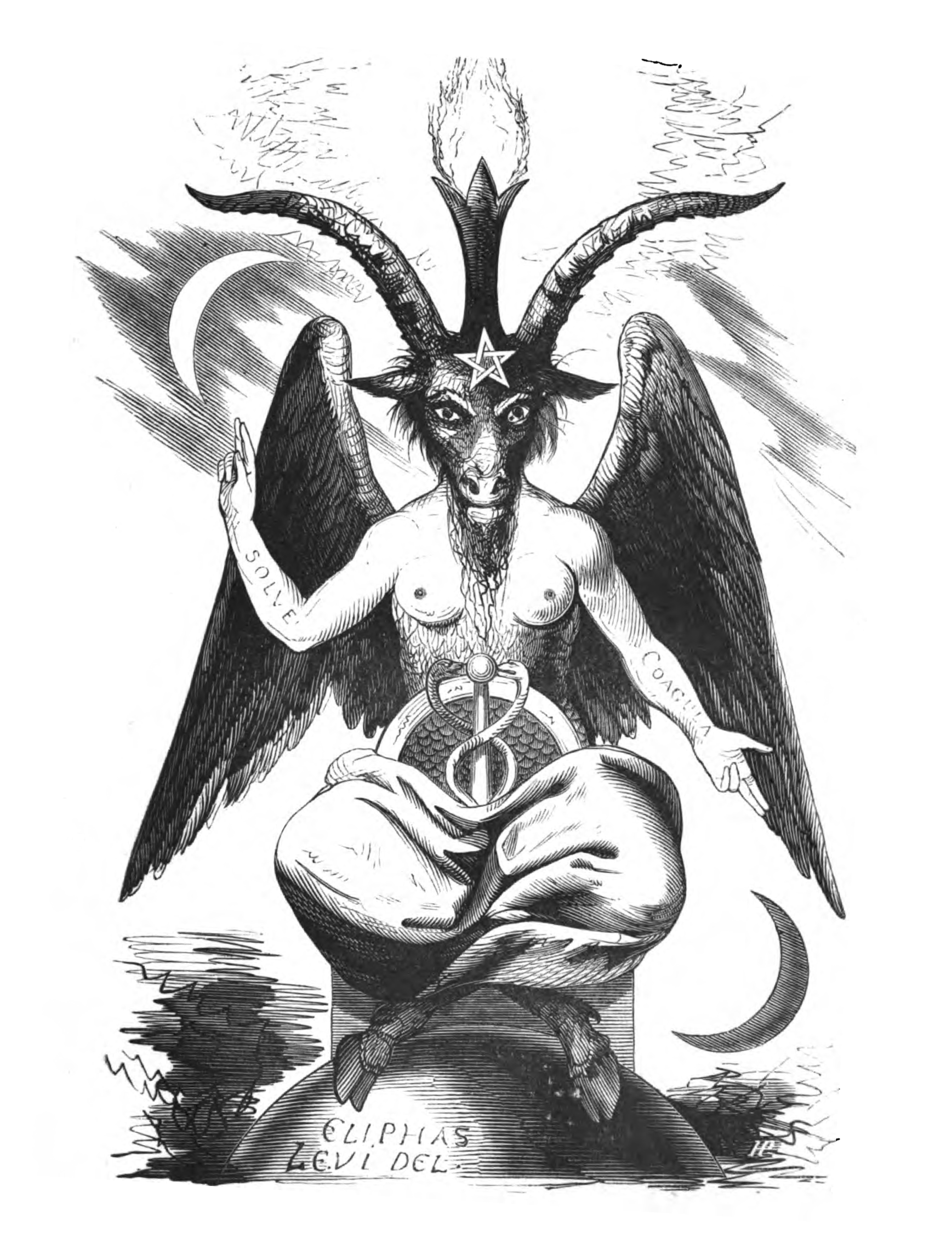
Baphomet nach einer Phantasie von Éliphas Lévi (Abbildung in seinem Werk Dogme et Rituel de la Haute Magie (1854))

Mit dem Namen Baphomet oder Bafomet wurde in südfranzösischen Protokollen des Templerprozesses ein angeblich von den Tempelrittern verehrtes Symbol bezeichnet.

## Ursprung und Symbolik
Der Ursprung des Symbols ist unbekannt. Die Baphometfigur wurde mit einem weißen Bart und zwei roten Edelsteinen als Augen dargestellt.

## Etymologie
Über die Herkunft und Bedeutung des Wortes Baphomet gab es einige Spekulationen:
- Abufihamat soll arabischen Ursprungs sein und ‚Vater des Verstehens’ bedeuten.
- Baphomet soll eine Verballhornung des Namens Mahomet, der mittelalterlichen Schreibweise des Namens Mohamed, gewesen sein.[2]
- Baphomet sei eine Verballhornung des gnostischen Bapho Metis (griechisch für: Taufe in Weisheit oder Aufnahme in Weisheit).[2]
- Über die aus dem 6. Jahrhundert v. Chr. stammende jüdische Atbash-Umkehrung wird in hebräischer Schrift aus Baphomet (ב פ ו מ ת) Sophia (ש ו פ י א).[3] Diese Entdeckung machte Hugh J. Schonfield; ein Beleg, dass die Templer sich mit der Atbash-Umkehrung beschäftigten, existiert bislang allerdings nicht.
- Arthur Edward Waite meinte, Baphomet müsse rückwärts gelesen werden, da der Name ursprünglich in hebräischen Buchstaben geschrieben worden sei. Demnach bestünde das Ananym TEM OHP AB aus drei Abkürzungen mit der Bedeutung: Templi omnium pacis abbas, (= ‚der Vater des Tempels, universeller Frieden der Menschheit‘).[4]
- Gemäß Aleister Crowley sei Baphomet eine Verballhornung von Vater Mithras (Bafomithr).[2]
- Kuno Graf von Hardenberg knüpfte in seiner Schrift Rosenkranz und Bafomet zur Erklärung des Wortes Baphomet an ein altes templerisches Buchstabenquadrat an, in das er nach Streichung aller Buchstaben außer A und B das Templerkreuz einfügen konnte, das aus zwei „Fyrfos“ genannten heraldischen Figuren zusammengesetzt ist und heraldisch „das redende Haupt“ genannt wird.

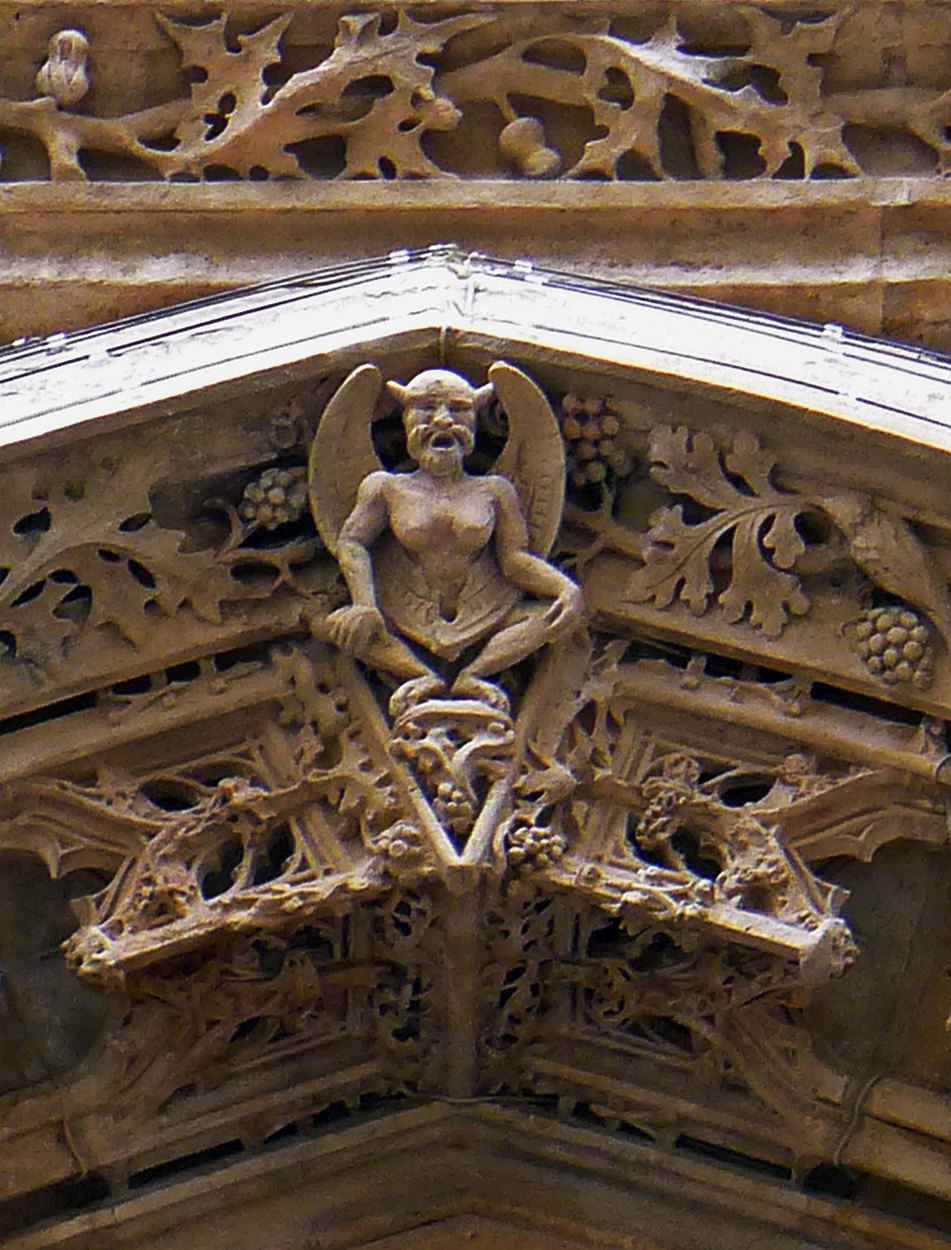
Baphomet von St-Merry (geschnitzt zw. 1841/1843)

Streicht man aus dem Buchstabenquadrat hingegen nur die Buchstaben A und B, bleiben die Anfangsbuchstaben STNDMT des lateinischen Templernamens Salomonis Templum novum Dominorum Militiae Templariorum und hinter dem mittigen B die kabbalistische Umkehrung TMDNTS übrig. Kombiniert mit dem „redenden Haupt“, dem „Fyrfos“, symbolisiere das Quadrat den „Feuerentzünder“ (lat.: Fomes). In diesem Sinne sei das Quadrat als Nachweis der Ordenszugehörigkeit ein amulettartiges Kleinod zur Abkürzung eines Ritualsatzes der Templer gewesen und als Caput der Templer nicht als Haupt, sondern als Hauptritualstück zu verstehen: „ex literis B A fomitem habemus“ (= aus den Buchstaben B und A haben wir den „Feueranzünder“). Die Abkürzung dieser Formel lautete „B A fomes“ oder „B A fomit“ = Bafomet.
Textvergleiche mit zeitgenössischer provenzalischer Literatur ergaben, dass nur in den Prozessprotokollen aus dem provenzalisch-sprachigen Raum die Schreibweise Baffomet verwendet wurde. Baffomet sei das provenzalische Wort für den Propheten Mohammed, beziehungsweise für das angebliche Idol, welches man den Moslems in einigen Chansons de geste zuschrieb. Zum Beispiel findet man die „Götter Bafum/Bafumet et Travagan“ und Mohammed als ihren Abgesandten im provenzalischen Gedicht über das Leben des Heiligen Honorat, fertiggestellt im Jahre 1300. In der Chanson Simon de Pouille, geschrieben vor 1235, spricht man von einem sarazenischen Idol genannt „Bafumetz“, und bereits der Chronist des Ersten Kreuzzugs, Raimund d’Aigulhers, nennt die Moscheen „Bafumarias“. Schon 1098 hatte Anselm von Ribemont in einem Brief aus Antiochia geschrieben, die angreifenden Muslime hätten ihren Gott „Baphometh“ angerufen. Nach einem Idol befragt, beschrieben die Templer nach Meinung von Anke Krüger das, was sie über Idole aus den Chansons de gestes oder Heiligenviten wussten.

## Johann Gottfried von Herders Analyse
Im fünften Teil des Buches „Sämmtliche Werke zur Philosophie und Geschichte“ (1820) von Johann Gottfried von Herder wird die Herkunft der Freimaurer und ihre Verteidigung gegen Beschuldigungen, wie die Verehrung des Kopfes Baphometus, thematisiert. Herder diskutiert die Wortherkunft von „Baphomet“ und verweist auf Quellen anderer Autoren, wobei er eine detaillierte Exegese durchführt.

### Herders Argumentation zur Wortherkunft
Ab Seite 299 erläutert Herder die Wortherkunft des „Baphomets“ und zeigt auf, dass der Name Baphomet aus Übersetzungsfehlern aus dem Arabischen und historischen Ereignissen entstanden sei. Herder argumentiert, dass der Name eine Verstümmelung des Namens Mohammed sei, während Friedrich Nicolai behauptete, der Name sei griechischen Ursprungs.
Seite 300: Herder kritisiert Nicolais Behauptung, dass „Baphomet“ buchstäblich „die Taufe oder die Tinktur der Weisheit“ auf Griechisch bedeute, und zeigt auf, dass die Zusammensetzung der Worte weder griechisch noch gnostisch sei.
Seite 301: Herder argumentiert, dass der Name „Baphometus“ in Wirklichkeit „Mahomed“ bedeute und dass der Name Mohammed in den barbarischen mittleren Zeiten vielfältig verstümmelt wurde. Herder zitiert Professor Eichhorn, der gezeigt habe, dass das „B“ und „M“ im Arabischen häufig verwechselt werden.
Seite 302: Herder beschreibt, wie arabische Namen in Europa Veränderungen erfuhren und dass die Inquisitoren den Baphomet als Schimpfwort und falschen Propheten kannten. Er verweist darauf, dass die Tempelherren beschuldigt wurden, den Baphomet anzubeten und das Kreuz zu verachten.
Seite 303: Herder zitiert Verhörsartikel, die besagen, dass die Tempelherren Mahomed anbeteten und Christen verleugneten. Er stellt fest, dass diese Beschuldigungen dazu führten, dass die Tempelherren verbrannt und ihre Güter eingezogen wurden.
Seite 304: Herder betont, dass „Baphomet“ in der Welt nichts anderes als „Mahomet“ bedeute und der Name in vielen europäischen Schriften verstümmelt wurde. Er verweist auf die „Gesta Dei per Francos“ von Bongarsius, wo „Mahomet“ als „Bahometh“ oder „Bahumeth“ erscheint.
Seite 305: Herder argumentiert, dass Nicolais Interpretation von „Baphomet“ als „geheime Tinktur der Weisheit“ unrichtig sei. Er stellt fest, dass der Kopf Baphomets keine tiefere Bedeutung habe und lediglich eine verbreitete Sage war.

### Geschichten über Mahomeds Köpfe
An anderer Stelle beschreibt Herder verschiedene Geschichten über Mahomeds Köpfe, darunter die Erzählung des Erzbischofs Turpin, der ein magisches Bild von Mahomed geschaffen habe. Herder kritisiert diese Geschichten als erfundene Lügen, die die Köpfe der Menschen verwirrten.
Herder argumentiert, dass „Baphomet“ eine verstümmelte Version des Namens „Mahomet“ sei und keine tiefere Bedeutung habe. Er widerlegt die Behauptungen von Friedrich Nicolai und verteidigt die Tempelherren gegen die Anschuldigungen der Inquisition.

## Baphomet und die Templer

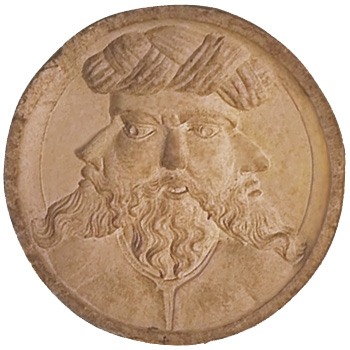
Als Baphomet-Darstellung gedeutete Abbildung eines Dreigesichtigen Kopfes in der Templerburg Tomar, Portugal

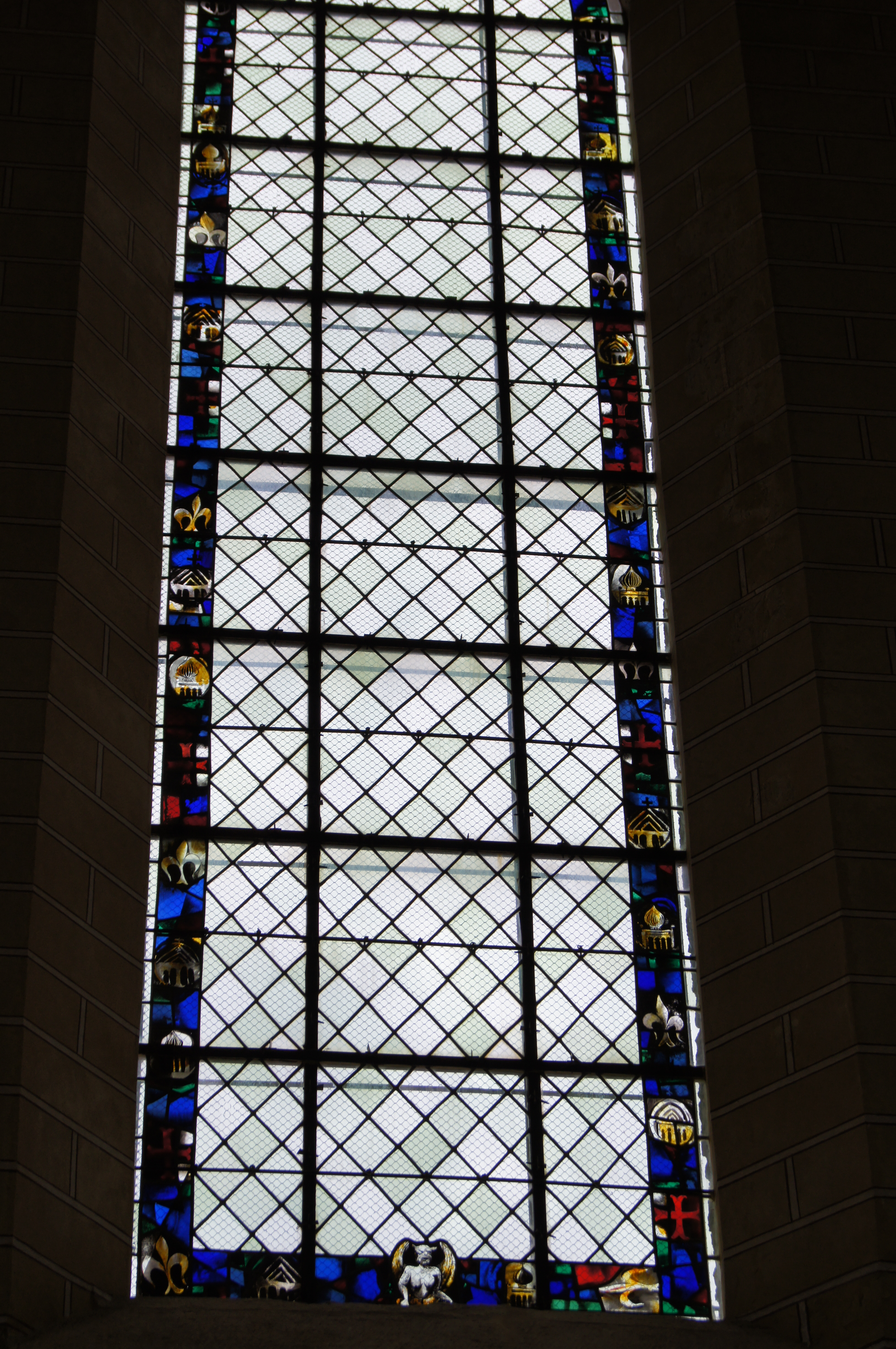
Kapelleneingangsfenster der Komturei von Villedieu, mit Ergänzung des Baphomet im Stil von St-Merry während der Renovierung von 2012

Das historische Fundament des Baphomet findet sich in den Protokollen, die während des Templerprozesses angefertigt wurden. Einer der Anklageartikel im Prozess gegen die Templer von 1307 lautete, die Ordensbrüder würden ein „Idol“ verehren. Während der unterschiedlichen Verfahren des Prozesses bekannten nur wenige Zeugen eine solche Anbetung. Die Beschreibungen variieren. In den Protokollen der Anklage ist zum Beispiel nach Aussage Larchants von einem „Idol als ein Kopf mit Bart“ die Rede, dem die Templer angeblich huldigten. Manche erklärten es zu einer schwarzen Statue, andere als einen Kopf mit zwei oder drei Gesichtern (vgl.: Ianus, Dreifaltigkeit) oder auch als vierfüßige Gestalt.
Der Terminus baffomet erscheint hierbei nur in einigen Protokollen, die in Südfrankreich aufgenommen wurden. Es wurde weder ein Beweis für die tatsächliche Verehrung noch ein existierendes Götzenbild des Baphomet gefunden. Die Aussagen in den Protokollen divergieren derart, dass es bisher nicht möglich ist, daraus einen Beleg für die Existenz und Gestalt des Baphomet zu entnehmen. Zudem wurden diese Aussagen oft unter Folter erzwungen.

## Éliphas Lévis Baphomet und moderne Rezeption

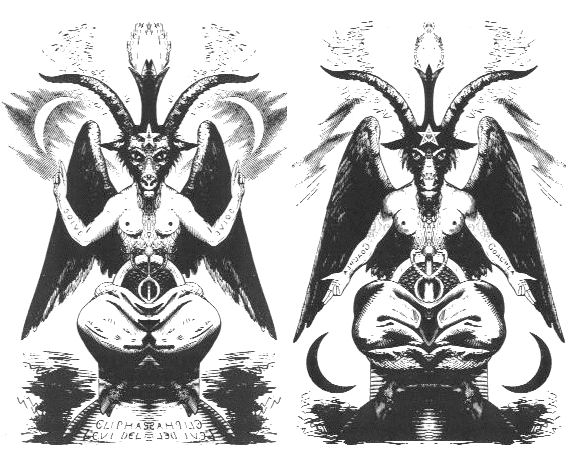
Darstellung des Baphomet in den Posen der Zwillingsbrüder Cautes und Cautopates aus dem Mithraskult

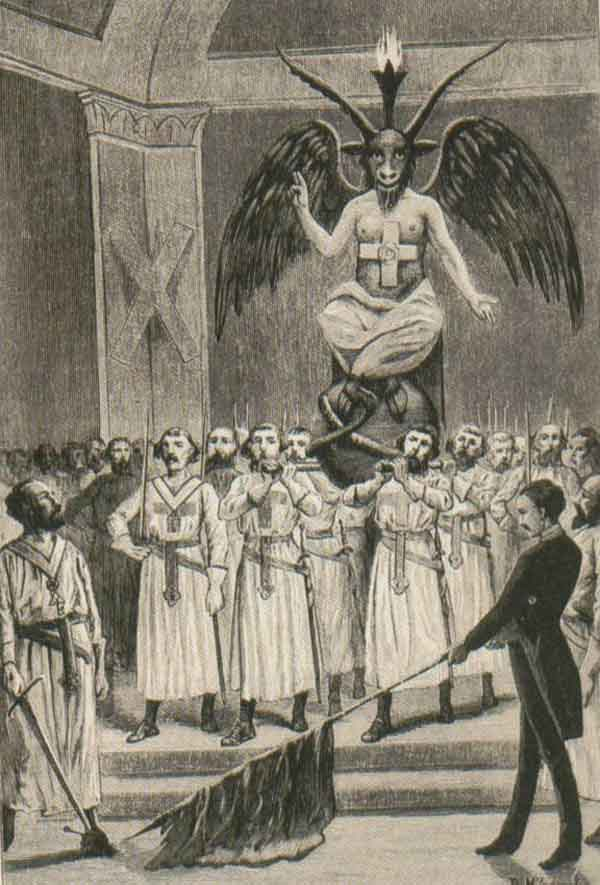
Baphomet in einer angeblichen Freimaurer-Zeremonie. Illustration in einem von Taxil herausgegebenen Buch. Siehe: Taxil-Schwindel

Siegel des Baphomet der Church of Satan

Der Magier und okkultistische Schriftsteller Éliphas Lévi Zahed zeichnete im 19. Jahrhundert Baphomet erstmals als Dämon mit gehörntem Ziegenkopf, weiblichen Brüsten und einem Pentagramm auf der Stirn. Seine Darstellung entstand aus verschiedenen weitaus älteren Gottheiten heidnischen Ursprungs. So findet man gehörnte Fruchtbarkeitsgötter im alten Ägypten und bei keltischen Darstellungen. Entsprechungen der Armhaltung und Fackelsymbolik können im Mithraskult in dem Zwillingsbrüderpaar Cautes und Cautopates entdeckt werden, den personifizierten knabenhaften Sinnbildern von Morgen und Abend, Leben und Tod mit erhobener oder gesenkter Fackel. Es können zudem mehrere konkrete Quellen für Lévis Baphomet ausgemacht werden, wie der berühmte Androgyn in Heinrich Khunraths Amphitheatrum sapientiae aeternae (1595), ein Druck in einer Ausgabe von Clovis Hesteau de Nuysement Traittez de l’harmonie et constitution generalle du vray sel und vor allem die Karte Le Diable im Tarot de Marseille (um 1500). Zudem waren optisch ähnliche Darstellungen des Teufels oder von Dämonen seit der frühen Neuzeit omnipräsent.
Es ist darauf hingewiesen worden, dass Lévis Baphomet im historischen Kontext von Frühsozialismus, Romantik und Magnetismus gesehen werden muss. Er steht dabei einerseits für eine angebliche Tradition der wahren Religion, die sich von der spätantiken Schule von Alexandria über Gnostiker, Templer, Katharer und andere Häretiker bis hin zu zeitgenössischen Sozialisten erstreckte. Andererseits ist er ein symbolischer Ausdruck von Lévis magisch-magnetistischer Theorie des Astrallichts.
Lévis Baphomet ist heute weit verbreitet und wurde von Satanisten übernommen. Verwendung findet die Darstellung unter anderem in der Satanischen Bibel von Anton Szandor LaVey und auf Schallplattencovern von Bands wie Angel Witch, Death SS, Ringworm, Mysticum und Blackdeath. Seine Faszination erklärt sich durch ihre vielschichtige synkretistische Symbolik. Die Figur vereint Gut und Böse, Mensch und Dämon, Frau und Mann, Mensch und Tier und enthält darüber hinaus Elemente der Alchemie (Solve et coagula! – ‚Löse und verbinde!‘). In der Folge fand Baphomet auch Eingang in die belletristische Literatur, etwa in den Roman „Der Vampir“ von Władysław Reymont, hier als Ausformung des Teufels.
Der Taxil-Schwindel verursachte die Verschwörungstheorie, die Freimaurer würden Baphomet, wie ihn Lévi darstellte, als Götzen anbeten.
Im so genannten „christlichen Ritus“ der Großen Landesloge der Freimaurer von Deutschland spielt die die Weltseele versinnbildlichende Figur des Baphomet in der Schreibweise „Baffometus“, was abgeleitet von dem italienischen Wort bafil („Bart“) „der Mann mit dem Barte“ bedeutet, eine gewisse Rolle. Das Symbol ist in der Großen Landesloge nur auf dem Amtszeichen des Großmeisters sichtbar.
Seine Beschäftigung mit den Templern ließ Alfred Schuler glauben, diese hätten ein bärtiges, Baphomet genanntes Haupt verehrt. Dies setzte er mit der Anbetung des quintessentiellen Lebens gleich, die die Tempelherren mit dem Tod gebüßt hätten – womit er sie zu verkappten Gnostikern erklärte.
Solche modernen Darstellungen entbehren jeglichen historischen Kontextes mit den Tempelrittern und sind auch nicht mit Funden aus der Zeit der Templer belegbar.